# Korunní princezna Sunbin Bong
Korunní princezna Sun z rodiny Haeum Bong, známá i jako Sunbin Bong a Lady Bong, byla druhou manželkou korunního prince Mungjonga z dynastie Čoson (1414–1452). Ode dvora ji vyhnali, když vyšlo najevo, že udržuje milostný poměr s jednou ze svých služebnic.

## Život
Lady Bong se narodila v roce 1414, její otec byl Bong Ryeo a stala se konkubínou v císařském paláci. Když odtamtud v roce 1429 vyhnali korunní princeznu Hwi pro údajné čarodějnictví,  zaujala její místo; vzala si prince Mungjong, a stala se tak korunní princeznou. Těžce nesla, že před ní manžel upřednostňoval jiné dívky. Údajně také z paláce posílala do rodného domu princovy šaty a také ženské oděvy, což porušovalo etiketu.
Když princova hlavní konkubína Kwon otěhotněla, korunní princezna Sun si stěžovala palácovým ženám, že ji na úkor Kwon vyženou a často plakala. Její nářky se staly známé po celém paláci a císař jí údajně napomínal, že by se měla z těhotenství jiné princovy ženy radovat, když mu ona sama dítě nedala. Zároveň vytýkal princi, že jeho konkubína je těhotná, ale manželka zůstává bezdětná. Poté začal princ trávit s lady Bong více času a ona opravdu otěhotněla. Těhotenství však skončilo potratem a nejspíše lady Bong své dítě sama pohřbila. Když přišli pro ostatky sluhové, našli jen pohřební dětské šaty.
Jelikož byla roku 1436 vyhnána z paláce, nejsou o ní po tomto roce žádné záznamy a datum její smrti není známé.

## Úpadek
Soudní záznamy z roku 1436 uvádějí, že korunní princezna Sun krom oblečení posílala do rodného domu i přebytky z palácových jídelen a slavností, špehovala lidi skulinou ve zdi a po smrti své matky ve svých komnatách bez princova vědomí přijala manžela své tety. To podle dobových zvyků poukazovalo na nedostatek respektu a ohrožování obecného blaha.
Nejzávažnějším proviněním bylo nařčení z udržování intimních styků s jednou ze služebnic, otrokyní nižší třídy So-ssang. Více záznamů se shoduje v tom, že si byly blízké. Když se korunní princ zeptal lady Bong, proč tak učinila, odpověděla, že to dělala, protože ho miluje, ale on nemiluje ji. So-ssang později u soudu vypověděla, jak ji korunní princezna Sun vyzvala, aby si k ní lehla, zatímco ostatní služky spaly. Ačkoli So-ssang odmítala, princezna trvala na svém a So-ssang se nakonec svlékla a přilehla si k ní, načež ji princezna donutila sdílet s ní lože „jako s mužem“. Korunní princezna Sun poté u soudu řekla, že byla měla častý intimní poměr nejen So-ssang, ale i s další konkubínou jménem Dan-ji; dělala to, aby nespala sama. 
Císař následně korunní princeznu Sun na základě doporučení svých rádců nejprve degradoval z pozice princovy manželky na konkubínu, později jí však odňal i tento titul a ona se stala prostou občanku, načež ji vyhostili z paláce. Samotný dokument o jejím propuštění od dvora však žádnou zmínku o intimním vztahu s jinou ženou neobsahoval, byl vystavěný na tom, že posílala navzdor pravidlům různé věci do svého rodného domu a přijímala návštěvy bez manželova vědomí.

## Tituly
Než ji v roce 1436 degradovali na prostou občanku, náležely jí dva tituly:
- Lady Bong
- Korunní princezna Sun (1429 – 1436)

## Populární kultura
V televizním seriálu The Great King Sejong (Veliký král Sejong) z roku 2008 ji ztvárnila herečka Yeo Min-joo.